# 真心英雄 (電影)
《真心英雄》是1998年出品的一部香港電影，以黑幫的悲情故事為題材，由杜琪峰執導，黎明及劉青雲領銜主演，並由梁藝齡及蒙嘉慧聯合主演。

## 情節介紹
Jack和秋分別是香港兩大黑幫的骨幹成員，Jack為皮哥門生，秋則效力追哥多年，大家各為其主，在一次行動中認識，彼此亦敵亦友，琪和玲分別是他們的女友。有一天，兩個幫派為了爭奪毒品市場的利益而發生槍戰，秋奉命追殺Jack，秋被Jack的老大皮哥開槍打斷雙腿，而Jack則被皮哥反咬一口，受傷昏迷。在泰國毒梟的交涉下，兩個幫派的老大決定停止紛爭，平分香港的毒品市場，琪為了救Jack，被燒成重傷，玲為了秋而向追哥交涉，被追哥槍殺了，秋為了替女友報仇，企圖暗殺追哥，結果失敗被殺。Jack自從受傷後已淡出幫派活動，得悉秋和玲被殺後，決定向這個兩個無良老大進行報復，最後成功槍殺皮哥和追哥，成功為秋和玲報仇。

## 主要角色
| 演员     | 角色    | 备注                                   |
| 劉青雲   | 秋      | 黑幫骨幹，與Jack亦敵亦友               |
| 黎明     | Jack    | 黑幫骨幹，與秋亦敵亦友                 |
| 梁藝齡   | 玲      | 秋女友，替半身不遂的秋抱不平遭追哥槍殺 |
| 蒙嘉慧   | 琪      | Jack女友                               |
| 林雪     |         | Jack手下，槍戰中被秋槍殺               |
| 元彬     | 阿宝    | 酒吧老闆                               |
| 方平     | 追哥    | 秋所屬組織之主事人                     |
| 佐滕佳次 |         | 追哥手下                               |
| 任世官   | 皮哥    | Jack所屬組織之主事人                   |
| 林偉亮   | Michael | 皮哥手下                               |
| 張志平   | 阿坤    | 追哥手下                               |
| 趙志誠   |         | Jack手下，槍戰中被秋槍殺               |
| 羅靖庭   | 阿雄    | Jack手下，槍戰中遭皮哥誤殺             |
| 王天林   | 肥祥    |                                        |
| 羅永昌   |         | 追哥手下                               |
| 姜皓文   |         | 追哥手下                               |

## 獲獎紀錄
以下是電影《真心英雄》的獲獎及提名紀錄：
| 年份   | 頒發單位／典禮             | 角逐獎項         | 名稱           | 結果 |
| 1999年 | 第五屆香港電影評論學會大獎 | 最佳女演員       | 梁藝齡         | 提名 |
| 1999年 | 第五屆香港電影評論學會大獎 | 最佳導演         | 杜琪峰         | 獲獎 |
| 1999年 | 第一屆遠東電影節           | 觀眾投票最佳導演 | 杜琪峰         | 獲獎 |
| 1999年 | 第4屆香港電影金紫荊獎      | 最佳女配角       | 梁藝齡         | 提名 |
| 1999年 | 第18屆香港電影金像獎       | 最佳女主角       | 梁藝齡         | 提名 |
| 1999年 | 第18屆香港電影金像獎       | 最佳服裝造型設計 | 余家安、曾伯銓 | 提名 |